# 驗證及確認
驗證及確認（Verification and validation）兩者是独立的过程，若兩者一起使用，可以用來检查产品、服务或系统滿足需求和规格并且符合其原來预期的目的。这些是品質管理系統（例如ISO 9000）的关键组件。有时會在「驗證及確認」前面加上「独立」（independent）一詞，表示驗證及確認是由公正的第三方执行的。「独立驗證及確認」可以简称为“IV&V”。
在實務上，在质量管理方面，驗證及確認的定義可以不一致。有時甚至可以交换使用。
电气电子工程师学会（IEEE）采用的标准PMBOK指南中在第 4 版中的定义如下 ：
- “確認（Validation）：保证产品、服务或系统满足客户和其他已識別的利益相关者的需求。它通常涉及外部客户的接受度和适应性。与驗證形成对比。”
- “驗證（Verification）：評估产品、服务或系统是否符合规定、需求、规格或其他附加条件。多半是組織内部的流程。与確認形成对比。”

## 簡介
驗證（Verification）的目的是要確認產品、服務或系統（或其中的一部份，或是多個形成的組合）是否符合一系列的設計規範。在開發階段的驗證包括對產品、服務或系統（或其中的一部份）的專門測試，可能是針對樣品測試，也可能是用模擬的方式測試。再針對測試結果進行分析或檢查。在開發階段後的驗證是定期性進行的測試，確認當時的產品、服務或系統符合原始的設計需求、規格及法規要求。驗證是確認產品、服務或系統符合在法規、規格化，或是其他在開發初期提出的條件。驗證可以在開發階段進行、批量進行，也可以在量產時進行。驗證多半是內部流程。
確認（Validation）的目的是要確認產品、服務或系統（或其中的一部份，或是多個形成的組合）是否符合使用者的操作需求。針對新的開發流程或是驗證流程，確認程序是針這兩個流程建模，用模擬方式來預測是否有錯誤或是不足之處，可能會造成產品、服務或系統的開發或是驗證出現失效或是不完整的情形。一組的確認需求（由客戶定義）、規格以及法規就可以做為評估產品、服務或系統（或其中的一部份，或是多個形成的組合）的開發流程或是驗證流程是否有效時的基準。另外也可能會有確認過程中的變更、開發流程或是驗證流程的變更是否仍可以讓產品、服務或系統（或其中的一部份，或是多個形成的組合）符合原始的設計需求、規格以及法規。確認流程有助於讓開發流程或是驗證流程符合相關規定。確認流程可以建立高度準確的證據，確保產品、服務或系統符合原始的需求。這常常和終端客戶或其他產品利益相關者的接受程度及適用性有關。確認多半是外部流程。
可以將確認描述為這個問句「你做的是正確的事嗎？」（Are you building the right thing?），而驗證則是「你有把事情做正確嗎？」（Are you building it right?）。「做正確的事？」是回歸到客戶的需要，而「把事情做正確」則是檢查系統是否有正確的實現規格中的內容。有些情形下，需要在判定是否相容的正式程序或是協定上有明文列出的需求。
有可能一個產品通過驗證（符合規格），但無法通過確認（不符合客戶需求）。例如產品是依規格所建立，但規格沒有充份說明客戶的需求。

## 活動
機械及設備的驗證一般會包括設計驗證（design qualification、DQ）、安裝驗證（installation qualification、IQ）、操作驗證（operational qualification、OQ）及性能驗證（performance qualification、PQ）。設計驗證可以由製造商或是客戶來進行，透過審核及測試來確認設備符合書面的採購規格。若機械及設備的相關文件是由製造商提供的，後面的三個驗證需要由熟悉工業法規的用戶，完整的進行驗證。不然，IQ, OQ及PQ的程序就是確認相關的任務。常見的例子是針對一些沒有製造商文件（或文件已遺失）的老舊設備，或是一些DIY的組件（例如車輛配件、電腦等），若是可以，使用者需設法找到製造商的文件。DQ、IQ、OQ及PQ程序的樣本多半都可以在網路上找到，而機械及設備的DIY驗證資料可能可以透過製造商的訓練課程教材及指南中取得，或是已發行的指導書。這類DIY的作法也適用於軟體驗證、電腦作業系統的驗證，以及生產程序的驗證。活動的最後一步，也是最重要也最關鍵的步驟，是產生機械及設備的驗證報告，並且歸檔，若是有相關法規強制要求的話，此報告是之後審核的依據。
機械及設備的驗證也和其所在的場所有關，特別是一些對振動敏感，需要調整平衡或是校正的設備，這類設備若進行了位置的移動，需要再重新驗證。若一些消耗品（例如濾網）需更換，或是已使用一定的期間，可能需要進行完整的驗證。若有進行零件更換，和其他設備耦合使用、安裝新的應用軟體或是重新調整電腦，影響到預設定資料時（例如BIOS、注册表、GUID磁碟分割表、動態連結資料庫、或是INI文件等），也需要再重新驗證。這些情形下，不論零件/設備/軟體是否是原廠的，其規格以及重新調整的提案也應該附在驗證報告中。Torres和Hyman曾討論過在實務上，非原廠零件的適用性，並且提供了指南，讓用戶可以選擇適當的替代品，並且可以避免負面影響。若是因為法規要求，需要使用原廠的零件/設備/軟體，就不能針對非原廠的零件進行重新驗證，而且該資產不符合法規要求，需要回收。
若機械及設備的驗證是由第三方的標準公證組織，例如針對特殊領域的國際標準化組織標準認證公司，此程序則稱為認證（certification）。

## 確認的分類
確認工作一般可以分為以下幾類：
- 前瞻性確認：在新的產品發佈之前進行的確認，目的是確認所關注的特性可以正常運作，並且符合安全標準[16][17]。可以用在法規、指南以及提案[18][19][20]、方法[21]、原理／假說／模型[22][23]、產品以及服務[24][25]。
- 回顧性確認：針對已在使用、發佈或是正式生產的事物的確認。確認會針對書面規範或是預定決定的期望，依照其歷史資訊或事件的文件或記錄來進行。若有短少關鍵的資料，就無法進行完整的確認，可能只會進行局部的確認[16][26][27]。若在以下情形時，需要進行回顧性確認：
  - 沒有前瞻性確認的資料，之前的確認方式不適當，或是有造假。
  - 法規或是標準的變化，影響到已經發佈給大眾或是市場上的產品相容性。
  - 重新使用一些已不用的事物。

以下是一些可以進行回顧性確認的例子：
- 仍有爭議的古代經文
- 臨床決策準則
- 資料系統

- 完全確認
- 局部確認：常用在時間受限時的研究以及先期計劃。會測試最重要以及最明顯的效應。若以分析化學的觀點，這些效應是選擇性、準確度、可重複性、線性以及其範圍。
- 交叉確認（英语：Cross-validation (analytical chemistry)）
- 再確認／定位或是定期確認，針對已被淘汰、修復、和其他設備整合或是耦合的設備，更換過位置的設備，或是針對設備定期進行的確認。這類的例子有駕照的定期重新考核、重新認證過期或是有更動位置的分析天平、其至是專業人士的定期資格考核[33][34]。再確認也會發生在活動中出現變化的情形下，例如科學研究或是臨床試驗要進入下一個階段。這些變化可能包括
  - 樣本母群體（sample matrices）[35][36]
  - 生產規模[37][38]
  - 种群特點及數量[39][40]
  - 規格外（out-of-specification、OOS）檢測，可能是因為測試試劑、玻璃片的污染，儀器設備的老化，或是相關資產的折舊[41][42]

在GLP認證的實驗室中，常常依照欧洲药典或国际药典的專著來進行驗證或再確認，以滿足不同國家的需求，也有可能只考慮單一國家的需求，以美国药典或英国药典為準。這些實驗室也需要進行方法的確認。
- 並行確認：在服務、製造或工程進行中同時進行的確認，以下是一些例子
  - 化學檢定的雙重樣品分析。
  - 針對痕量不純物質，檢測極限（英语：detection limit）或量化極限的邊際值時，進行的三重樣品分析。
  - 由熟練的技術員針對單一樣品分析，進行多次的在線系統適用性測試。

## 確認的項目
確認工作中最常需要確認的項目可能包括以下幾項：
- 靈敏度和特異度
- 準確與精密
- 重複性（英语：Repeatability）
- 重現性（英语：Reproducibility）
- 檢測極限（英语：Detection limit）：特別針對痕量元素。
- 定量限（英语：Limit of quantification）
- 曲線擬合以及其範圍
- 系統適用性：是系統中各元件之間的堅固性測試，或是測試系統的故障容許度[45][46][47]。此一系統也可能包括測試程序，待測物質種類以及相關設備等。美国食品药品监督管理局（FDA）曾經定義過系統適用性[48]。目前這種方式只限於藥物藥典方法，偵測不純物質或是待測物濃度會關係到性命的情形。這可能是因為

- 此方式密集的作業需求以及其消耗的時間
- 會受到不同標準中對於詞語定義的不同所限制。

為了解決這種問題，有些監管機構或是方法會建議何時應該要進行特定系統的系統適用性測試。

## 產業標準
這些詞語廣泛的用在不同的產業及組織中。針對不同的產品、法規以及產業，也可能會有不同的意義以及需求。以下是一些例子：
- 软件及電腦系統

- 食品及藥物
  - 藥品的設計、製造以及運送都受到高度的監管。其中也包括相關的軟體系統。例如美國的食品藥物管理局（FDA）就在聯邦法規的第21篇有其相關的規定[50]。藥品生產流程有計多不同的確認主題[51]。有些公司中有人很瞭解法規要求，會以風險為基礎的處理方式，確認其GAMP（英语：Good Automated Manufacturing Practice），大部份的公司則是使用傳統的作法[52][53]。這些是GxP（英语：GxP）管理的一部份。若有出現偏離規格（OOS）的情形，其驗證及確認的層面會更密集，也會更加重視[54]。常常會需要針對OOS的檢測，在測試實驗室進行多次樣品的分析
  - 医疗器械：FDA（21 CFR（英语：Title 21 of the Code of Federal Regulations））有針對医疗器械有驗證及確認的要求，列在ASME V&V 40[50][55][56][57]以及ISO 13485。
  - 美国食品药品监督管理局也規定要進行製造程序以及清潔度的確認，是強制性的[58][59][60][61]
  - 食物衛生，例如[62]
  - 臨床實驗医学：ISO 15198:2004，有關體外醫學診斷設備的確認方式
- 医疗卫生：例如[63]
- 温室气体：ISO 14064 ANSI/ISO，溫室氣體驗證及確認機構的要求
- 交通運輸
  - 道路安全審核（英语：Road safety audit）
  - 車輛檢查（英语：Periodic motor vehicle inspection）
  - 航空器噪音：例如[64]
  - 航空器:
- 建模[65]
- 鎳鎘電池：例如[66]
- ICT產業：例如[67]
- 土木工程
  - 建筑物
  - 道路
  - 橋
- 经济学
- 会计学
- 农业：應用範圍很廣，從驗證農業的方法論及生產流程，到確認農業的建模[68][69][70][71][72]
- 房地產評估（英语：Real estate appraisal）：審計報告及验证[73]
- 軍備控制

## 延伸閱讀
- Majcen, N.; Taylor, P.  1. European Union. 2010: 217. ISBN 978-92-79-12021-3.

## 外部連結
- Maturity of verification and validation in ICT companies （页面存档备份，存于）
- Organisational maturity and functional performance （页面存档备份，存于）